# 李半黎
李半黎（1913年11月—2004年3月），原名李周祐（一作周祜、周裕），字笃卿，曾用笔名烈风、肖宙，男，直隶（今河北）高阳人，中国书法家，曾任中国书法家协会理事。